# Kraft Foods
Ej att förväxla med Kraft Foods Inc. För andra betydelser, se Kraft (olika betydelser).
Kraft Foods Group, Inc. är ett amerikanskt livsmedelskonglomerat ägt av The Kraft Heinz Company. Bolaget grundades 2012 och avknoppades samtidigt från Kraft Foods Inc., som senare gick upp i Mondelēz International. Innan Kraft Foods slogs samman med Heinz var företaget listat som publikt aktiebolag på Nasdaqbörsen.

## Varumärken
Företagets kärnverksamhet innefattar drycker, mejeriprodukter, färdigmat och tilltugg. Större varumärken är bland annat:

- A.1.
- Boca Burger
- Capri Sun (licens)
- Claussen pickles
- Field
- Gevalia
- Grey Poupon
- Jell-O
- Kool-Aid
- Kraft (Kraft Dinner, Kraft Singles, Kraft Mayo)
- Maxwell House
- Oscar Mayer
- Philadelphia Cream Cheese
- Planters
- Polly-O
- RIDG:s Finer Foods (licensnamn för Bull's-Eye Barbecue Sauce)
- Seven Seas
- Velveeta